# Stretto di Dmitrij Laptev
Lo stretto di Dmitrij Laptev (in russo Пролив Дмитрия Лаптева, proliv Dmitrija Lapteva) è un braccio di mare tra l'isola Bol'šoj Ljachovskij e la costa settentrionale della repubblica autonoma di Sacha-Jacuzia. Prende il nome dall'esploratore Dmitrij Jakovlevič Laptev, (Дмитрий Яковлевич Лаптев, 1701-1771) che lo scoprì
nel 1740. 

## Geografia
Lo stretto unisce il mare di Laptev (a ovest) al mare della Siberia orientale (a est). Il lato costiero continentale comprende tutta la riva Ojogos-Jar (Берег Ойогос-Яр) e termina a capo Svjatoj Nos (мыс Святой Нос), a ovest. La lunghezza dello stretto è di 115 km; è largo tra 50 e 63 km, e ha una profondità di 11-14 m. È coperto di ghiaccio per buona parte dell'anno. 
Prima dell'inizio del XIX secolo nello stretto si trovava l'isola Diomede (остров Диомида, ostrov Diomida), composta da rocce e ghiaccio, che si è mutata poco a poco in un banco sottomarino. L'isola era stata scoperta durante una spedizione idrografica nel 1739, era stata registrata per l'ultima volta nel 1761, e dal 1811 non è stata più rilevata.